# Коптур, Дмитрий Владимирович
Дмитрий Владимирович Коптур (бел. Дзмітрый Уладзіміравіч Коптур; род. 6 сентября 1978, Минск) — белорусский пловец, специализировавшийся на плавании вольным стилем. Участник Олимпийских игр в Сиднее. Трёхкратный рекордсмен Республики Беларусь на дистанциях 400, 800 и 1500 метров вольным стилем. Мастер спорта международного класса по плаванию.

## Биография
Дмитрий Коптур заинтересовался плаванием в семилетнем возрасте. Окончил Республиканское училище олимпийского резерва, Белорусский государственный университет физической культуры (2002) и Белорусский государственный экономический университет по специальности «Финансы» (2008).
Преподаёт в БГЭУ на кафедре «Физическая культура и экономика спорта». Тренер клуба триатлона «Тристайл».

## Спортивная карьера
На чемпионате Европы 2000 года в Хельсинки Дмитрий проплыл 1500 метров вольным стилем за 15.27,86.
Дмитрий Коптур участвовал в трёх соревнованиях по плаванию на летних Олимпийских играх 2000 года в Сиднее. В первый день соревнований Коптур занял 22 место в плавании на 400 метров вольным стилем. В четвёртом заплыве Дмитрий показал последний результат 3.55,26, уступив десять секунд лидеру Массимилиано Розолино. Четыре дня спустя Коптур выступил в команде с Павлом Лагуном, Игорем Коледой и Валерьяном Хурошвили в эстафете 4×200 м вольным стилем, где белорусы заняли 12 место. В плавании на 1500 метров вольным стилем Коптур выступал в третьем заплыве вместе с фаворитами Рикардо Монастерио из Венесуэлы и Спиросом Янниотисом из Греции. Коптур опередил Янниотиса на 0,07 секунды, показав второе место заплыва с результатом 15.29,62, однако ему не удалось попасть в финал, так как он занял 22 место в общем зачёте.
В феврале 2001 года на национальном чемпионате выиграл три золотые медали в заплывах на 200, 400 и 1500 метрах.
В 2002 году на чемпионате Европы в Берлине в заплыве на 1500 метров Коптур вышел в финал, где занял 7 место. На чемпионате Беларуси в соревновании 400 метров вольным стилем установил национальный рекорд 3.53,72.
В 2005 году на этапах Кубка мира завоевал бронзовую медаль.
В 2006 году на чемпионате Европы в Хельсинки в заплыве на 400 метров вольным стилем Коптур занял 21 место с результатом 3.50,40.